# Nicolás Matijevic
Nicolás Matijevic (Kaniza, Croacia, 27 de septiembre de 1910-Bahía Blanca, Argentina, 1980) fue un docente, bibliotecario y escritor croata naturalizado argentino.

## Trayectoria
Egresó en la Facultad de Filosofía y Letras de la Universidad de Zagreb con el título de profesor en lengua eslava. Entre los años 1945 y 1946 concluyó la especialidad en bibliotecología en la Universitäts-Bibliothek de Innsbruck, Austria.
Se desempeñó como director de la Biblioteca Pública Municipal de Zagreb entre 1942 y 1945. En el año 1948 se radicó en Bahía Blanca, provincia de Buenos Aires. Trabajó como bibliotecario en el Instituto Tecnológico del Sur.
Fue el organizador de la Biblioteca Central (1956-1976) de la Universidad Nacional del Sur (U.N.S.) y su director durante 20 años. También organizó el Centro de Documentación Bibliotecológica de la U.N.S. (1962-1976). Desde 1973 organizó el Centro de Documentación Patagónico, que luego dirigió a partir del año 1976 hasta el día de su muerte.
También tuvo su labor como docente al ocupar distintos cargos en la Cátedra de Latín del Departamento de Humanidades de la Universidad Nacional del Sur entre los años 1957 y 1968.
Fue director de las revistas bahienses Patagonia documental y Documentación bibliotecológica. En el año 1974 fue nombrado socio honorario de la Asociación de Bibliotecarios Graduados de la República Argentina (ABGRA).

## Obras
Obras relacionadas con la bibliotecología:
- Bibliografía bibliotecológica argentina, etc.. Bahía Blanca, 1963 - 14 p.
- Creación, estructura, finalidades. Centro de documentación bibliotecológica, Universidad nacional del Sur, 1963 - 9 p.
- Quién es quién en la bibliotecología argentina. Centro de Documentación Bibliotecológica, Universidad Nacional del Sur, 1965 - 314 p.
- Guía: bibliotecas universitarias argentinas. Centro de Documentación Bibliotecológica, Universidad Nacional del Sur, 1967 - 332 p.
- Bibliografía bibliotecológica argentina (hasta 1967). Centro de Documentación Bibliotecológica. Universidad Nacional del Sur, 1969 - 354 p.
- La Biblioteca de Ernesto Quesada y el Instituto Ibero-Americano de Berlín (1972).
- Centro de Documentación Patagónica. Departamento de Ciencias Sociales, U.N.S., Centro de Documentación Patagónica, 1976 - 18 p.

Obras relacionadas con la bibliografía:
- Bibliografía patagónica y de las tierras australes: Historia (en coautoría con Olga H. de Matijevic). Centro de Documentación Patagónica, Universidad Nacional del Sur Dr. Miguel López Francés, 1973.
- Bibliografía patagónica y de las tierras australes: Geografía (en coautoría con Olga H. de Matijevic). Centro de Documentación Patagónica, Universidad Nacional del Sur Dr. Miguel López Francés, 1973.
- Imprenta bahiense: 1. breve reseña histórica, 2. bibliografía impresa en Bahía Blanca. Departamento de Ciencias Sociales, Universidad Nacional del Sur, 1978 - 92 p.
- Bibliografía sobre el Canal Beagle. Departamento de Ciencias Sociales, UNS, Centro de Documentación Patagónica, 1979 - 80 p.
- Bibliografía sobre la conquista del desierto. Departamento de Ciencias Sociales-UNS, Centro de Documentación Patagónica, 1979 - 60 p.

## Honores y distinciones
- La biblioteca central de la Universidad Nacional del Sur lleva su nombre.[3]